# Hemicordulia superba
Hemicordulia superba är en trollsländeart som beskrevs av Tillyard 1911. Hemicordulia superba ingår i släktet Hemicordulia och familjen skimmertrollsländor. Inga underarter finns listade i Catalogue of Life.